# 鞍山騰鰲空港
鞍山騰鰲空港 （あんざんとうごうくうこう）は、中国東北部、遼寧省鞍山市にある空港である。市中心部の11.8km南西に位置する。
空港は鞍山空軍基地としても使用され、中国人民解放軍瀋陽軍区に属する。J-7、J-8、J-11が配属される戦闘機部門の本部である。一般の便は1987年に開始されたが2002年に一旦廃止され、2011年4月に再開して北京との直行便が運航されている。2014年4月からは、毎日北京と上海へ1便ずつ就航しており、現在はさらに就航都市が増えている。

## 就航都市
| 航空会社     | 就航地            |
| ------------ | ----------------- |
| 中国南方航空 | 北京 (首都), 広州 |
| 四川航空     | 成都              |
| 上海航空     | 上海 (浦東)       |

## トリビア
- 鞍山空軍基地には、2007年3月、アメリカ統合参謀本部議長のピーター・ペースが降り立った[4]。
- トム・クランシーの小説「大戦勃発」では、鞍山空軍基地がUSAFF-117ステルス爆撃機によって大きな被害を受け、近くのICBMの発射地点を攻撃する基地となっている。